# Terranovaite
La terranovaite è un minerale appartenente al gruppo delle zeoliti.

## Etimologia
Il nome richiama la zona di rinvenimento degli esemplari: la baia di Terranova, in Antartide, nei pressi della Stazione Mario Zucchelli, base italiana.